# Thomas Joseph Winning
Thomas Joseph Kardinal Winning (* 3. Juni 1925 in Wishaw, North Lanarkshire, Schottland; † 17. Juni 2001 in Glasgow) war Erzbischof von Glasgow.

## Leben

Wappen von Thomas Joseph Kardinal Winning

Thomas Winning studierte Katholische Theologie und Philosophie in Aberdeen, Glasgow und Rom und wurde in Kanonischem Recht promoviert. Am 18. Dezember 1948 empfing er die Priesterweihe. Nach weiterführenden Studien war er ab 1953 als Seelsorger in Hamilton und Motherwell sowie als Diözesansekretär des Bistums Motherwell tätig. Ab 1961 war er Spiritual des Päpstlichen Schottischen Kollegs (The Pontifical Scots College) in Rom, 1965 wurde er Anwalt der Rota Romana. Von 1966 bis 1970 war er Seelsorger und Offizial am Diözesangericht von Motherwell. Von 1970 bis 1972 war er erster Präsident des Schottischen Nationalgerichts. Er war Großoffizier des Ritterordens vom Heiligen Grab zu Jerusalem.
Papst Paul VI. ernannte ihn 1971 zum Titularbischof von Lugmad und zum Weihbischof im Erzbistum Glasgow. Die Bischofsweihe spendete ihm am 30. November 1971 in der St. Andrew’s Kathedrale in Glasgow der Erzbischof von Glasgow James Donald Scanlan, Mitkonsekratoren waren Stephen McGill, Bischof von Paisley, und Francis Alexander Spalding Warden Thomson, Bischof von Motherwell.
In den Jahren 1971 bis 1974 leitete Thomas Winning als Generalvikar die Administration des Erzbistums Glasgow und arbeitete zusätzlich als Pfarrer in Clydebank. Am 23. April 1974 wurde er zum Erzbischof von Glasgow ernannt. Er stand von 1985 bis 2001 als Präsident der Schottischen Bischofskonferenz vor. 1992 erhielt Thomas Joseph Winning die Ehrendoktorwürde der Universität Strathclyde. Papst Johannes Paul II. nahm ihn am 26. November 1994 als Kardinalpriester mit der Titelkirche Sant’Andrea delle Fratte in das Kardinalskollegium auf. 1996 wurde er zum Ehrenmitglied (Honorary Fellow) der Royal Society of Edinburgh gewählt.
Thomas Joseph Kardinal Winning starb am 17. Juni 2001 in Glasgow und wurde in der Krypta der dortigen Kathedrale bestattet.